# Nacionalno povijesno mjesto
Nacionalno povijesno mjesto (National Historic Site, NHS) je zaštićeno područje od nacionalne povijesne važnosti u SAD. Na njemu se obično nalazi jedna povijesna pojava koja je izravno u svezi s tim mjestom. Srodno zaštićeno područje je nacionalni povijesni park, područje koje se uglavnom prostire šire od same građevine, a njeni resursi sadrže mješavinu povijesnih i ponekad prirodnih osobina. Još jedna srodna vrsta zaštićenog područja je nacionalni povijesni spomenik SAD-a.
U SAD je 2012. bilo 46 nacionalnih povijesnih parkova i 78 nacionalnih povijesnih mjesta. Većinom upravlja Služba nacionalnih parkova (National Park Service, NPS). Neka od mjesta koja su pod oznakom federalnog u privatnom su vlasništvu, ali također imaju ovlast zatražiti pomoć od Službe nacionalnih parkova kao podružna područja.
Od 15. listopada 1966. sva povijesna mjesta, i nacionalna povijesna mjesta i nacionalni povijesni parkovi su zabilježeni kod Službe nacionalnih parkova u nacionalni registar povijesnih mjesta SAD-a (National Register of Historic Places, NRHP). Ukupno je oko 80 tisuća tih mjesta, od čega velika većina nisu ni u vlasništvu Službe nacionalnih parkova niti upravlja njima. Od tih 2400 još su dodatno označeni kao nacionalni povijesni spomenik SAD-a (National Historic Landmark, NHL).

## Vanjske poveznice
- Designacija jedinica u sustavu Nacionalnih parkova
- Nacionalni registar povijesnih mjesta
  - Program nacionalnih povijesnih spomenika  Arhivirana inačica izvorne stranice od 7. rujna 2012. (Wayback Machine)